# جزیره موز (قطر)

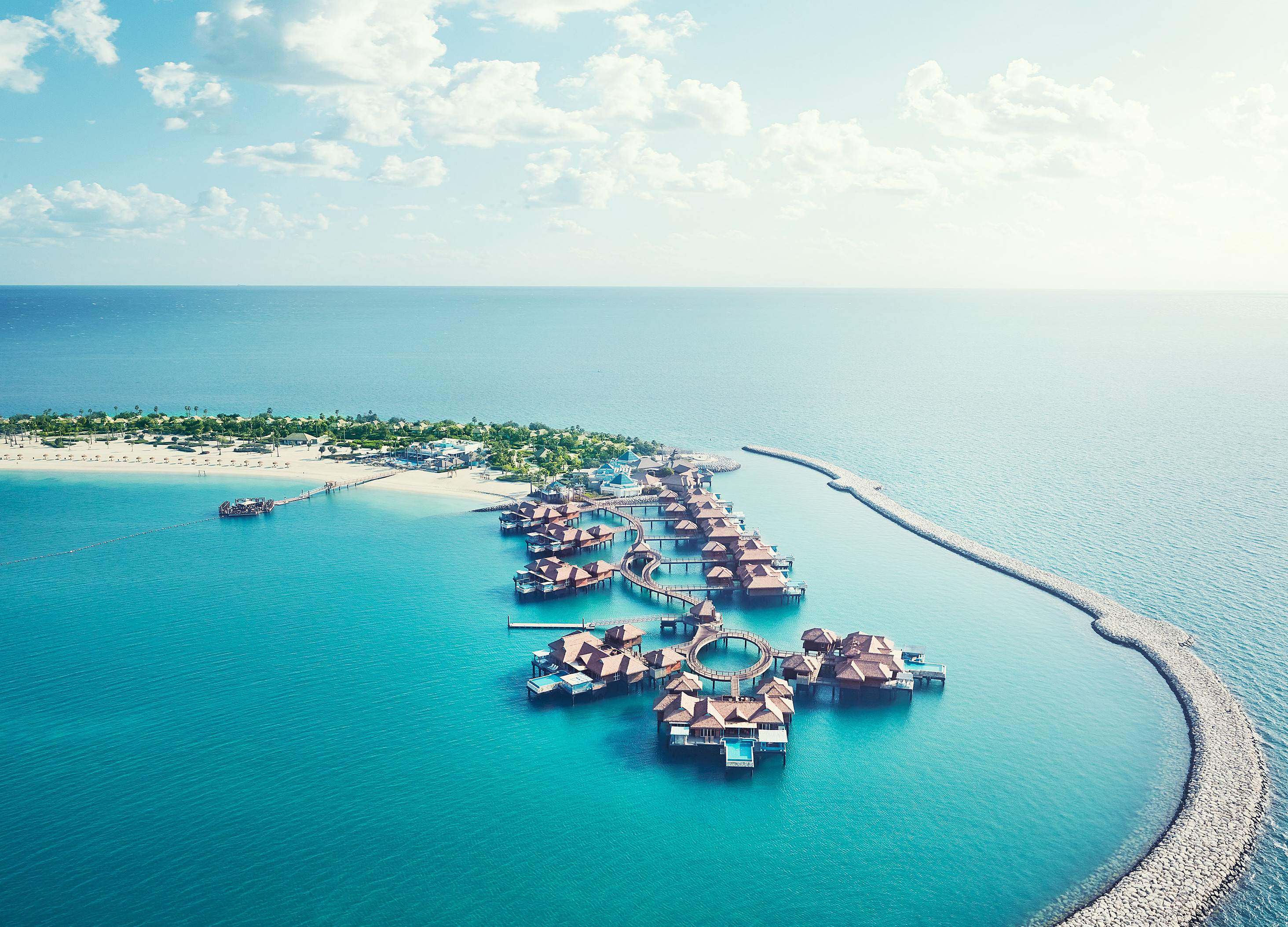
ویلاهای روی آب در استراحتگاه جزیره موز دوحه توسط آنانتارا

جزیره موز (به عربی: جزیرة الموز) جزیره مصنوعی کوچکی در قطر است. قلمرو آن هلالی‌شکل است و در کرانه پایتخت، شهر دوحه واقع شده‌است.
این جزیره ۲۰ هکتار (۰٫۲۰ کیلومتر مربع؛ ۴۹ هکتار) وسعت دارد و دارای مارینا و صخره‌های مخصوص خود است. کل ساختار تا سال ۲۰۱۵ تکمیل شد. دارای پوشش گیاهی متنوعی مانند درختان نخل و باغ‌ها و امکانات مجلل برای گردشگران است.